# Paramoera udehe
Paramoera udehe is een vlokreeftensoort uit de familie van de Pontogeneiidae. De wetenschappelijke naam van de soort is voor het eerst geldig gepubliceerd in 1930 door Derzhavin.